# الشاب أنور
الشاب أنور إسمه (أنور بوبلنزة)، مغني جزائري من مواليد مدينة تلمسان الواقعة غرب الجزائر العاصمة. بدأ الغناء في التسعينات من القرن الماضي وهو في سن صغيرة آنذاك ، ذاع صيته في الوسط الشبابي الجزائري من خلال محاكاته لواقع الكثير منهم عاطفيا. وتميز بغنائِهِ وإتقانه لِشعبي الجزائري . وأول من إكتشف موهبته رشيد بابا أحمد الذي أغتيل في وهران شهر فبراير سنة 1995وهو من أشهر المخرجين الجزائريين في عالم الفن والفيديو كليب حيث كانت له نقلة نوعية لأغنية الراي من حيث تسجيل الأغاني وتصويرها على شكل فيديو كليب وكان منبرا لكل فنان يريد الشهرة والذي ساهم بشكل كبير في شهرة الشاب أنور مطلع التسعينات.

## وصلات خارجية
- الشاب أنور على موقع ميوزك برينز (الإنجليزية)
- الشاب أنور على موقع ديسكوغز (الإنجليزية)
- أغنية ياريت لقيت اللي يخبرها من موقع يوتيوب.
- موقع ببعض أغاني الشاب أنور.